# Kroppsvikt

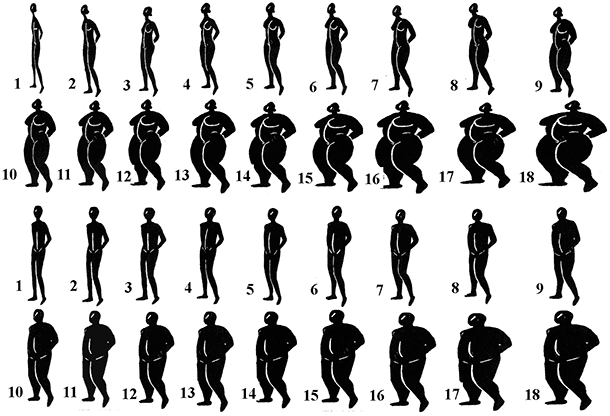
Kroppsbilder av kvinnor och män i olika viktklasser. Bilderna 1-5 är undervikt, 6-9 normalvikt, 10-13 övervikt, och 14-18 fetma.

Kroppsvikt avser den vikt en människas eller djurs personliga vikt är. Kroppsvikten kan påverkas av bland annat födointag (som i sin tur kan påverkas av exempelvis ätstörningar och hormoner)  och sjukdomar. Kroppsvikt används inom sporter, till exempel boxning och tyngdlyftning, för att dela in deltagare i olika viktklasser.

## Normalvikt
Ett BMI mellan 18,5 och 25 för en vuxen person räknas som normalvikt. Dock bör påpekas att en mycket muskulös person kan ha ett BMI som skulle definieras som övervikt eller fetma, för vilken person alltså BMI inte är ett användbart mått. Inte heller barn har samma referensintervall som vuxna jämför IsoBMI. Äldre personer mår bättre med ett något högre BMI än vuxna som inte nått medelåldern. För personer i pensionsåldern kan den ideala vikten ligga på ett BMI mellan 22 och 29. Jämför också överviktsparadoxen.